# شبیه‌خوانی بیت چریم
مشخصات

شبیه خوانی شهر حر ریاحی معروف به شبیه بیت چریم نام تعزیه گردانی میدانی است که با نام شبیه خوانی حر در خوزستان معرفی می‌شود. این مراسم در عصر تاسوعا و صبح عاشورای ماه محرم به مناسبت درگذشت امام سوم شیعیان اجرا می‌شود. این شبیه خوانی در میدانی با نام میدان امام حسین در مرکز شهر  بیت چریم (حر)برپا می‌شود. برای برگزاری این مراسم نزدیک به ۱۰ هزار نفر مشارکت می‌کنند. شبیه خوانی در این شهر هزاران گردشگر مذهبی در روزهای تاسوعا و عاشورا را جذب می‌کند.
تاریخچه:
این شبیه خوانی از اوایل قرن ۱۲ هجری قمری توسط یکی از ریش سفیدان منطقهٔ  (بیت چریم)بنیان‌گذاری شد. این مراسم که به زبان عربی اجرا می‌شود قدیمی‌ترین شبیه خوانی کشور است. بازدیدکنندگان از شبیه خوانی در این منطقه از بسیاری نقاط استان خوزستان و حتی خارج از خوزستان می‌آیند.

## توقف چهار ساله
در دهه ۶۰ شمسی بعد از شیخ خلف یکی از ریش سفیدان منطقه بیت چریم بود که برگزاری مراسم شبیه‌خوانی از حالت موروثی خود خارج شد و به دست ستاد برگزاری شهرُ حر رسید، میان اعضای ستاد برگزاری شبیه‌خوانی شهرُ حر (بیت چریم) اختلاف پیش آمد و برای جلوگیری از درگیری‌های احتمالی، این مراسم چهار سال پیاپی تعطیل شد. به علت این توقف، یکی از بازیگران در شبیه خوانی منطقه بیت چریم تصمیم گرفت همین مراسم را در روستای پایین دستِ منطقهٔ بیت چریم با نام روستای سید محمد تفاخ هدامه راه اندازی کند.

## شخصیت‌های تأثیرگذار
شیخ غافل آل کثیر از نیاکان قبیله آل کثیر در خوزستان را بنیان‌گذار شبیه خوانی میدانی در خوزستان می‌دانند. او اوایل قرن ۱۲ به همراه نزدیکانش که از اهالی شوش بود در مسیر زیارت از کربلا با مراسم شبیه خوانی در شهر حله کشور عراق آشنا می‌شود.

## نقد میراث فرهنگی
دوستداران میراث فرهنگی در خوزستان معتقدند با اینکه قدمت شبیه خوانی در بیت چریم به بیش از ۲۰۰ سال می‌رسد اما شبیه خوانی شهر شوش که قدمتی کمتر از چند دهه داشته توسط سازمان میراث فرهنگی به ثبت ملی رسید.